# Diplomatie animalière

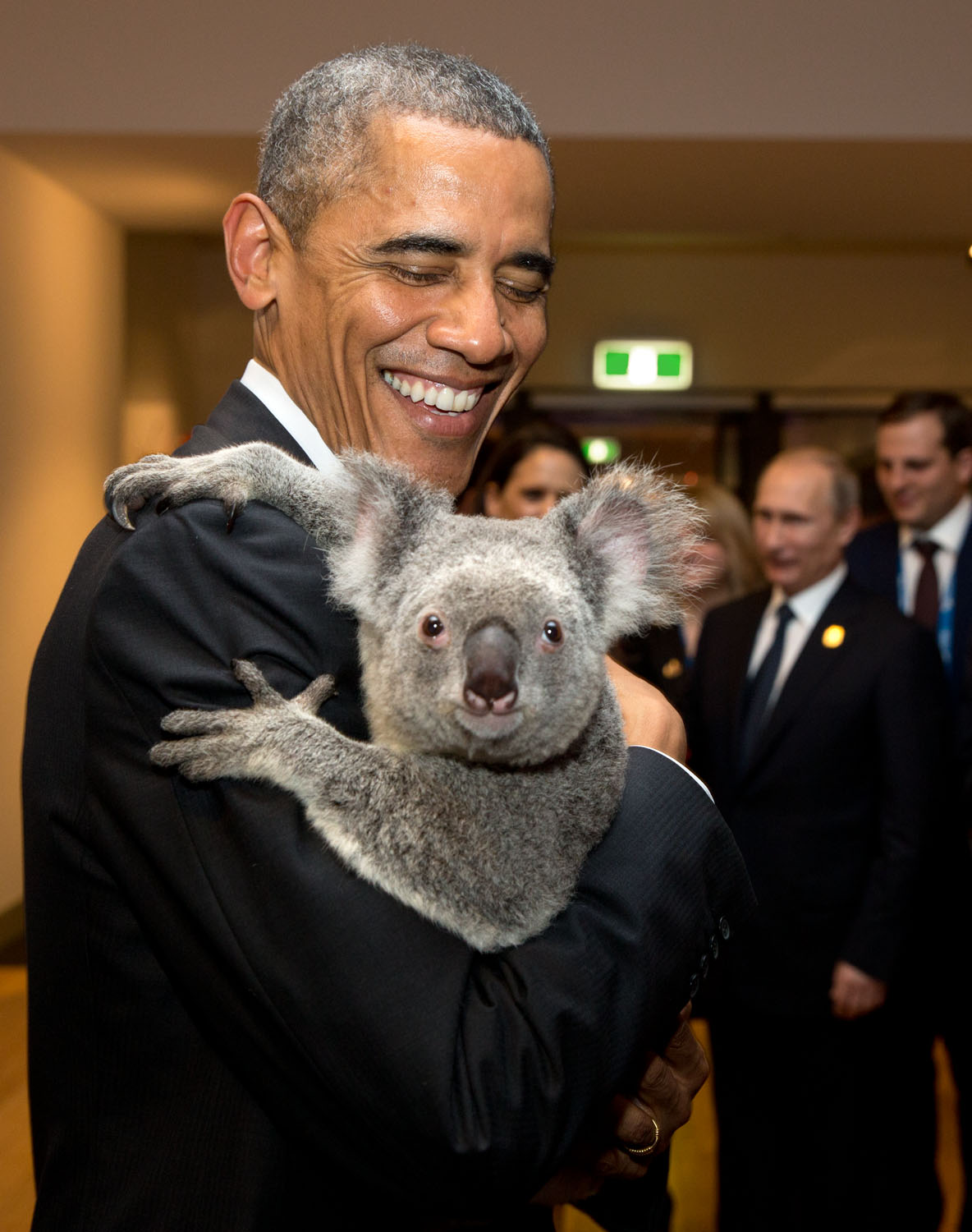
Le président américain Barack Obama serrant un koala dans ses bras, lors d'une séance photo organisée par le gouvernement australien pour les chefs d'État en visite lors du Sommet du G20 de 2014 à Brisbane. L'événement, médiatisé à l'échelle de la planète, a attiré l'attention sur la diplomatie du koala pratiquée par l'Australie,,,,.

La diplomatie animalière désigne l'utilisation d'animaux vivants par les gouvernements dans leurs relations internationales. Attestée dès l'Antiquité, cette diplomatie prenait traditionnellement la forme d'animaux exotiques (lions, éléphants, girafes...) ou domestiques (chevaux, chiens, rapaces) offerts en cadeau entre chefs d'État. À compter du XXe siècle, elle a été davantage perçue comme une forme de soft power et a été intégrée par certains États dans leurs stratégies de diplomatie publique; l'exemple le plus célèbre est la diplomatie du panda pratiquée par la Chine. 

### Généralités
- (en) Halvard Leira et Iver B. Neumann, « Beastly Diplomacy », The Hague Journal of Diplomacy, vol. 12, no 4,‎ mars 2017, p. 337–359 (ISSN 1871-1901 et 1871-191X, DOI 10.1163/1871191X-12341355, lire en ligne) Version des auteurs aussi disponible sur ResearchGate
- Liliane Bodson (dir.), Les Animaux exotiques dans les relations internationales : espèces, fonctions, significations : Journée d'étude Université de Liège, 22 mars 1997, Liège, Université de Liège / Institut de zoologie, 1998
- (en) Nadir Weber, « Diplomatic History », dans Handbook of Historical Animal Studies, De Gruyter, 2021 (ISBN 978-3-11-053655-3, DOI 10.1515/9783110536553-017), p. 197–212.

### Antiquité
- Dominique Collon, « L'animal dans les échanges et les relations diplomatiques », Topoi. Orient-Occident, vol. Supplément 2 « Les animaux et les hommes dans le monde syro-mésopotamien aux époques historiques »,‎ 2000, p. 125–140 (lire en ligne).
- Henri Limet, « Les animaux, enjeux involontaires de la politique au Proche-Orient ancien », dans Liliane Bodson, éd., Les Animaux exotiques dans les relations internationales : espèces, fonctions, significations, Liège, Université de Liège / Institut de zoologie, 1998, p. 33-51.
- Brigitte Lion, « La circulation des animaux exotiques au Proche-Orient ancien », dans Dominique Charpin et Francis Joannès, éd., La circulation des biens, des personnes et des idées dans le Proche-Orient ancien : Actes de la 38e Rencontre assyriologique internationale (Paris, 8-10 juillet 1991), Paris, Editions Recherche sur les civilisations, 1992, p. 357-365.

### Moyen Âge
- Thierry Buquet, « Les animaux exotiques dans les ménageries médiévales », dans Jacques Toussaint (dir.), Fabuleuses histoires des bêtes et des hommes, Namur, Trema / Société archéologique de Namur, 2013 (lire en ligne), p. 97-121.

- Nicolas Drocourt, « Les animaux comme cadeaux d’ambassade entre Byzance et ses voisins (VIIe – XIIe siècle) », dans Bernard Doumerc et Christophe Picard, éd., Byzance et ses périphéries : hommage à Alain Ducellier, Toulouse, CNRS / Université de Toulouse-le Mirail, 2004 (ISBN 2912025141 et 9782912025142, lire en ligne), p. 67-93.

### Renaissance et époque moderne
- (en) Catarina Simões, « Non-European Animals and the Construction of Royalty at the Renaissance Portuguese Court », dans Mark Hengerer, Nadir Weber, éd, Animals and Courts: Europe, c. 1200–1800, Berlin / Boston, De Gruyter, 2019 (DOI 10.1515/9783110544794-004), p. 55-78.

### Époque contemporaine
- (en) Nancy Cushing et Kevin Markwell, « Platypus diplomacy: animal gifts in international relations », Journal of Australian Studies, vol. 33, no 3,‎ septembre 2009, p. 255–271 (ISSN 1444-3058 et 1835-6419, DOI 10.1080/14443050903079664).

- (en) Falk Hartig, « Panda Diplomacy: The Cutest Part of China’s Public Diplomacy », The Hague Journal of Diplomacy, vol. 8, no 1,‎ 2013, p. 49–78 (ISSN 1871-1901 et 1871-191X, DOI 10.1163/1871191X-12341245).

- (en) Nikhil Menon, « Jumbo Exports: India's History of Elephant Diplomacy », Caravan Magazine,‎ 1er mars 2019, p. 8-10 (lire en ligne, consulté le 6 février 2021). (aussi sur academia.edu)

- (en) Tirth Raj Ghimire, Anita Bhattarai, Nirju Ojha et Pitamber Pant, « Wildlife Diplomacy and Gifting in the Hindu Kush-Himalaya Region: A Chronological History and Opinion of Nepalese Literates », dans Ganga Ram Regmi et Falk Huettmann, Hindu Kush-Himalaya Watersheds Downhill: Landscape Ecology and Conservation  Perspectives, Springer International Publishing, 2020 (ISBN 978-3-030-36275-1, DOI 10.1007/978-3-030-36275-1_21, lire en ligne), p. 419–433.